# Battaglia di Castelnuovo

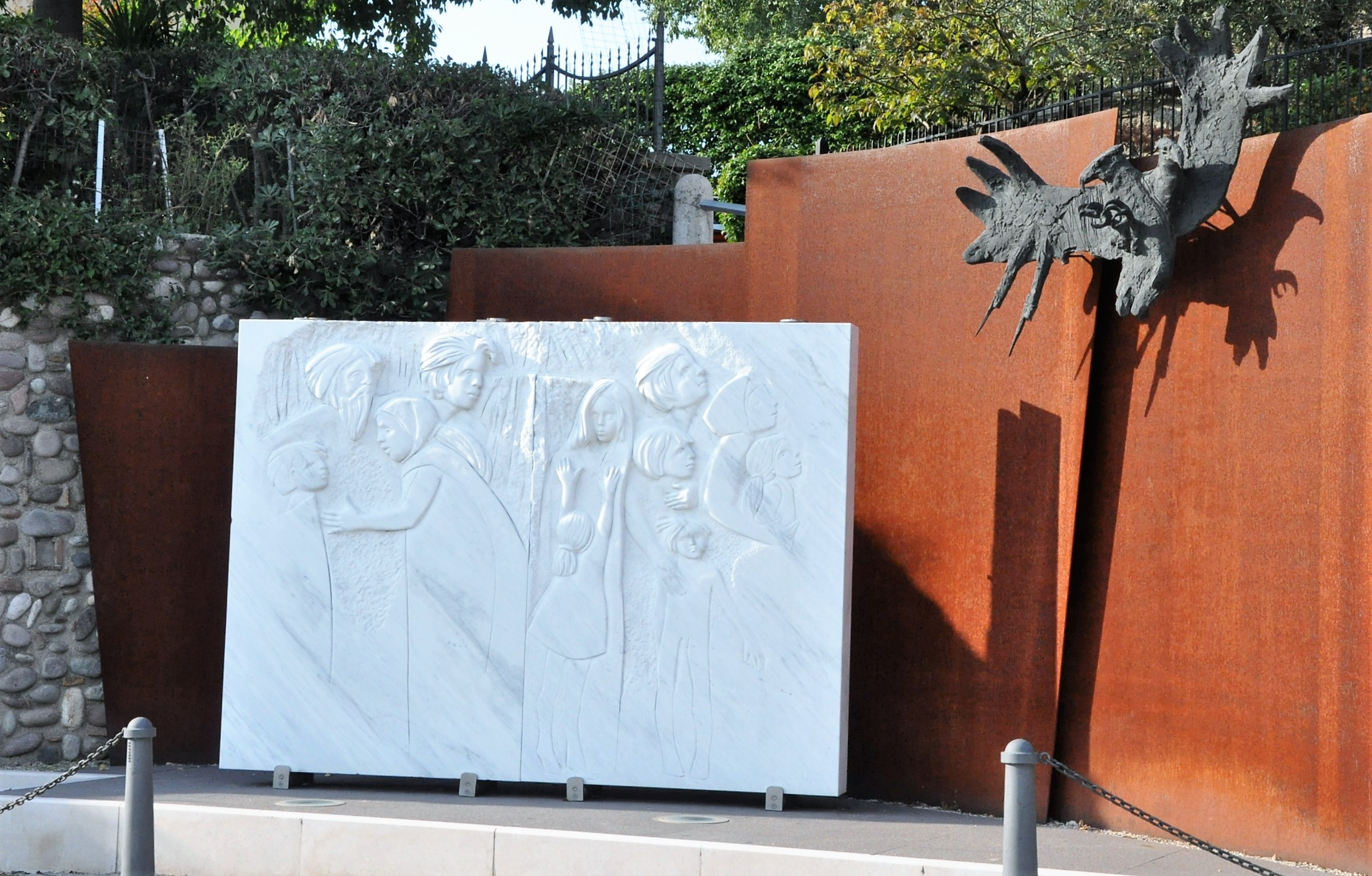
Monumento alla strage del 1848 (Castelnuovo del Garda)

La battaglia di Castelnuovo avvenne l'11 aprile 1848, presso il borgo di Castelnuovo del Garda. Una colonna di 400 uomini dei Corpi Volontari Lombardi, reduci da una brillante missione dietro le linee austriache tra Verona e Peschiera, venne assalita da 3 000 soldati austriaci forniti di artiglieria e cavalleria: dopo tre ore di scontri i volontari si ritirarono, mentre le truppe del generale principe Thurn und Taxis saccheggiavano ed incendiavano il borgo.

## Contesto
Il 18 marzo 1848 ebbero inizio le cinque giornate di Milano:  il comandante dell'esercito del Lombardo-Veneto, il feldmaresciallo Radetzky, non riuscendo a domare la rivolta, si vide costretto ad abbandonare la città dopo cinque giorni di furiosi scontri. Contemporaneamente sorsero manifestazioni in diverse città del Regno, come nel caso di Como, dove l'intera guarnigione si consegnò agli insorti.  Il giorno dopo l'evacuazione di Radetzky, il re di Sardegna Carlo Alberto dichiarò guerra all'Austria: le avanguardie dell'esercito sabaudo attraversarono il Ticino, il grosso delle truppe raggiungeva l'Oglio il 5 aprile e l'8-9 aprile forzava il passaggio del Mincio, apprestandosi ad operare contro Peschiera e Mantova.

## I Corpi Volontari Lombardi

### Inseguimento degli Austriaci in fuga
L'avanzata sarda venne preceduta da due colonne di volontari: la prima, partita da Milano, guidata da Luciano Manara, la seconda comasco-ticinese, affidata ad Antonio Arcioni.

### Arrivo sul Garda
Il 30 marzo 1848 i volontari arrivarono a Brescia, il 3 aprile a Salò, sulle sponde del Garda, dove si impadronirono della flotta di battelli a vapore.  A quel punto il Governo Provvisorio lombardo ordinò il loro spostamento in direzione di Trento, per l'Invasione del Trentino. Entrati l'11 aprile 1848 a Tione, si unirono ad una colonna di bresciani-bergamaschi ed in seguito si distinsero nella battaglia di Castel Toblino e di Ponte delle Sarche del 14-15 aprile.
Il maggiore Manara, grazie al totale controllo del lago di Garda, non lasciò intentata un'operazione navale, per la quale venne distaccata una piccola colonna di 450 uomini, affidati al maggiore genovese Agostino Noaro.

## Una piccola spedizione

### L'attraversamento del Garda
La colonna si imbarcò a Salò la notte del 10-11 aprile 1848 e traversò il Garda, sbarcando a Cisano, appena sopra Lazise;  muovendosi con grande rapidità, attraversò Pacengo e si portò strategicamente sulla strada che collegava le due fortezze di Peschiera a Verona.

### Fermo a Castelnuovo
Agendo di totale sorpresa, i volontari si impadronirono di una polveriera contenente 500 barili di polvere nera, il cui recupero fu affidato a circa la metà dei volontari, fermatisi al comando di Gilberto Bois presso Castelnuovo del Garda.
I circa 200 volontari rimanenti catturarono poi una colonna di 100 Austriaci e si asserragliarono nel paese di Castelnuovo; ciò indusse alcuni dei maggiorenti dell'abitato a inviare messi a Verona, timorosi di successive rappresaglie, benché apparisse improbabile che la notizia non fosse già giunta.

### L'errore di valutazione di Noaro
Non è chiaro perché Noaro commise il folle errore di attardarsi nel borgo di Castelnuovo del Garda, lontanissimo dalle proprie linee di approvvigionamento ed isolato in pieno territorio nemico; probabilmente sperava di suscitare un moto rivoluzionario nelle vicine città-fortezze, come già era successo a Milano, ma non disponeva di alcuna informazione circa lo stato dell'esercito di Radetzky che, forse, immaginava ancora disorganizzato, come durante l'evacuazione di Milano.
Non si può del tutto escludere però che Noaro sperasse di essere raggiunto in tempo dall'esercito sardo: infatti, tra l'8 ed il 9 aprile 1848, l'Armata Sarda di Carlo Alberto aveva forzato il passaggio del Mincio presso il ponte di Goito, Monzambano e Borghetto-Valleggio, e si predisponeva al blocco di Peschiera, iniziato il 13 aprile 1848 sulla sponda occidentale del Mincio. Tuttavia le forze sabaude passarono il fiume in forze solo il 26 aprile 1848 e pare plausibile escludere ogni collegamento pianificato fra i due movimenti: in caso contrario infatti, dalle colonne di Manara e Arcioni sarebbero stati staccati ben più di 450 volontari. Infine sappiamo che queste truppe erano indirizzate verso il Trentino, per cui l'incursione nel Veronese non poteva che essere stata concepita a fini di approvvigionamento.  In definitiva, nelle condizioni date, Noaro poteva unicamente sperare di continuare una campagna di guerriglia: accettare uno scontro aperto significò compiere un tremendo errore militare.

## La reazione austriaca

### Radetzky compie una rappresaglia
Una volta informato dei fatti, Radetzky decise di impartire un duro esempio, affidato al generale Thurn und Taxis al cui comando veniva posto un battaglione e mezzo di fanteria, rinforzato dall'artiglieria, ed un drappello di cavalleria, per un totale di 2 500 uomini contro circa 450.

### La spedizione punitiva
Sino alle porte di Casteluovo, Thurn und Taxis non incontrò alcuna truppa nemica; giunto presso il paese, lo trovò ben barricato dai volontari, decisi a difendersi. Il generale si limitò ad attestarsi sulle colline prospicienti dando iniziò ad un consistente bombardamento: il campanile venne abbattuto e si verificarono diverse morti tra i civili, costretti dai volontari a non abbandonare l'abitato per aiutarli ad erigere le barricate. Seguì poi l'attacco di Castelnuovo da parte di due battaglioni del reggimento Haugwitz e di un battaglione di fanti Piret.

### Violenze e saccheggio
I volontari sopravvissuti si gettarono in fuga verso Lazise inseguiti dalla cavalleria austriaca, subendo molte perdite, circa 150, contro quelle minime degli avversari; nel frattempo la truppa austriaca si dava al saccheggio, infierendo violentemente sui civili fino al mattino successivo: la chiesa fu profanata, vennero compiuti diversi stupri e si verificò il massacro di una quarantina d'inermi, tra cui vecchi, donne e bambini, massacro interrotto, secondo quanto afferma Daniele Manin, per l'intervento dei soldati italiani del 38º Reggimento fanteria austriaco "Haugwitz", i quali minacciarono di far fuoco sui loro compagni.
Il militare austriaco Schönhals, a tal proposito, riporta che le violenze avvenute all'interno del paese furono frutto della confusione generale; in seguito al bombardamento austriaco l'abitato bruciava ed i volontari sparavano contro gli imperiali dalle finestre: per questo in un clima simile vennero coinvolti civili, in particolare le autorità ecclesiastiche del paese che ora incitavano alla rivolta, ora sparavano sull'esercito austriaco. Secondo Schönhals si trattò di una di quelle "sventure" che accadono in una battaglia.
La mattina del 12 aprile 1848, un forte vento favorì il totale incendio del borgo; in seguito, il generale principe Thurn und Taxis, assistito dall'aiutante di campo Girolamo Salerno, nobile veronese, curò il ripristino del ponte sul Tione, collegamento alla grande strada che collegava Peschiera a Verona; infine riportò le truppe a Verona, cariche di bottino. Riferisce il militare francese Georges de Pimodan, collaboratore di Radetzky, che, al rientro a Verona, per celebrare l'azione degli ufficiali della brigata Taxis, "composta d'italiani", i soldati della detta brigata sfilarono per le piazze della città gridando "Viva l'Imperatore! Viva i nostri valorosi ufficiali!".

## La violenza austriaca
Thurn und Taxis definì gli "Insurgenten" come "Lombardi e qualche Piemontese", senza alcun cenno alla popolazione del paese, i cui maggiorenti avevano mandato messi ad avvisare Verona dell'arrivo dei volontari.
Alcuni particolari, però, lasciano intendere quale significato Radetzky avesse attribuito all'azione:
- al rientro a Verona, la truppa venne fatta sfilare con grande evidenza attraverso tutta la città, dalla Porta San Zeno per la Basilica di San Zeno, Castelvecchio, Piazza Bra, sino agli accasermamenti di Campo Fiore;
- all'indomani 13 aprile 1848 seguì un prolisso proclama del feldmaresciallo, dove affermava di non poter "ovviare alle tristi conseguenze che risultano" dalle ribellioni anti-imperiali e lamentando di "veder esposte la vita e la proprietà del tranquillo e pacifico cittadino alla morte e alla devastazione";
- già un giorno prima del saccheggio, l'11 aprile 1848, Radetzky emetteva un bollettino ufficiale in cui annunciava la notizia (sicuramente falsa) che la truppa in avanzata del Thurn und Taxis sarebbe stata contrastata da una “grossa turbe d'armati contadini, che... furono respinte a Castelnuovo” come a predisporre giustificazioni per l'imminente, e programmato, massacro;[senza fonte]
- i volontari del Noaro non vennero affatto inseguiti,[prima si afferma il contrario] anzi, poterono raggiungere Lazise, sostarvi la notte dell'11-12 aprile 1848 ed imbarcarsi per Salò la mattina dopo.  L'unico obiettivo militare di Thurn und Taxis era liberare la strada di Peschiera, senza la necessità di preoccuparsi di una minuta colonna di uomini male armati, che non rappresentava alcuna minaccia militare.

Radetzky impose una condotta brutale, pericolosa per la legittimità di un governo che rivendicava il proprio diritto al dominio del Lombardo-Veneto:  evidentemente, già in quello scorcio di aprile, le autorità civili avevano perso ogni peso di fronte ad un feldmaresciallo che, con il suo esercito, rappresentava l'unica effettiva autorità imperiale sul suolo italiano .